# خوان اسنايدر
خوان اسنايدر (Juan Eduardo Esnáider) (5 مارس 1973 في مار دل بلاتا في الأرجنتين – )؛ هو لاعب كرة قدم سابق كان يلعب كمهاجم. يلعب مع منتخب الأرجنتين لكرة القدم منذ عام 1995.

## وصلات خارجية
- خوان اسنايدر على موقع الاتحاد الدولي (مؤرشف)  (الإنجليزية)
- خوان اسنايدر على موقع قاعدة بيانات كرة القدم.إي يو (الإنجليزية)
- خوان اسنايدر على موقع ناشيونال فوتبول تيمز (الإنجليزية)
- خوان اسنايدر على موقع Soccerway.com (الإنجليزية)
- خوان اسنايدر على موقع عالم كرة القدم.نت (الإنجليزية)
- خوان اسنايدر على موقع AS.com (الإسبانية)
- National Football Teams